# 達赫勒克蘇丹國
達赫勒克蘇丹國為一個中世紀小國，領土包含達赫拉克群島及部分紅海非洲沿岸的部分地區（今屬厄利垂亞）。達赫勒克可证实的历史最早可以追溯到1093年，達赫勒克地处阿比西尼亚与葉門之间，位于埃及至印度航线上，此后凭借区位优势贸易繁荣。13世紀中葉以後，達赫勒克因失去貿易壟斷地位而日趨衰弱，衣索比亞帝國與葉門都曾经試圖将達赫勒克纳为属国，1557年達赫勒克纳最终为鄂圖曼帝國所併吞，成為哈貝什省的一部分。

## 歷史

### 起源和早期歷史
倭马亚王朝在702年夺取達赫拉克群島后，将其作为监狱和流放地，继承他们的阿拔斯王朝早期也是如此，到了9世紀，達赫拉克群島已經處於阿比西尼亞國王的統治之下。900年左右，他與葉門乍比得的齊亞德蘇丹缔结了友好条约，到了10世纪中期，据记载，达赫拉克群島被迫向苏丹伊沙克·本·易卜拉欣进贡。一個世紀後，達赫拉克群島卷入了齐雅德王朝和納賈希德王朝的权力斗争中，后者在1061年逃到了那里，後來戰爭一直持續至1086年，由納賈希德王朝收復了在乍比得的統治。
第一位已被證實的蘇丹為蘇丹穆巴拉克，其墓碑上記錄著他死于1093年。他的王朝显然一直持续到1230/1249年。而正是在这一时期，即11-13世纪中期，達赫勒克苏丹国進入了鼎盛時期。該國的繁榮主要是基于对衣索比亞对外的贸易垄断，但他也参与了埃及和印度之间的过境贸易。同樣地，衣索比亞也是透過達赫拉克萊與葉門保持外交聯繫。然而在13世紀中期，衣索比亞的札格維王朝开始利用南方的一条新贸易路线，以港口城市塞拉为最终目的地。至此，達赫拉克失去其贸易垄断地位。大概在同一時間，伊本·萨伊德·馬格里比记录了達赫拉克苏丹为保持独立而向拉蘇里王朝發動戰爭的情況。
从12世纪开始，达赫拉克苏丹控制了非洲红海海岸的重要贸易城市马萨瓦，並由一个名为奈布的副手管理。非洲大陆上的其他沿海定居点也可能被达赫拉克苏丹暫時控制了一段時間。衣索比亞將達赫拉克蘇丹稱為「海之首長」，與梅德里巴里國的稱號「海之主」相對比。
就在蘇丹穆巴拉克駕崩不久，达赫拉克苏丹国开始铸造硬币來支付埃及纺织品和斯托拉克斯香脂等进口商品。
达赫拉克穆斯林在阿比西尼亞的傳教可能並不成功，在好幾個世紀以來，衣索比亞教會已經根深蒂固，只有穆斯林商人可以允許滯留。

### 衰亡
到了15世纪，達赫勒克苏丹国不仅经济衰退，而且沦为衣索比亞的朝贡国。1464-1465年，衣索比亞皇帝扎拉·雅各布掠夺了马萨瓦和达赫拉克群岛，到了1513年，达赫勒克又沦为也门塔希里德王朝的附庸。後者在1517年和1520年，与葡萄牙帝国发生了冲突，战争对達赫勒克造成极大破坏。到了1526年苏丹艾哈迈德统治时期，達赫勒克更是降级为朝贡国。在阿比西尼亞－阿達爾戰爭中，達赫勒克苏丹国曾得以短暫复兴，阿達爾蘇丹國对衣索比亞帝国发动了一次暂时成功的圣战。苏丹艾哈迈德由於加入了阿達爾的陣營，他得到了港口城市阿基科作為奖励──该城市在战前隸屬梅德里巴里國。然而在1541年，苏丹艾哈迈德駕崩一年后，葡萄牙卷土重来，再次蹂躪了达赫拉克。16年后，奥斯曼帝国占领了苏丹国，并将其作为哈貝什省的一部分。在奥斯曼帝国的统治下，达赫拉克群岛很快就失去其重要性。

## 達勒克-克比爾
達勒克-克比爾為與之同名的島嶼達勒克-克比爾島的一個歷史遺跡，包含可追溯到達赫勒克蘇丹國時期的資料。目前已经发现了近300个墓碑，证明了来自整个伊斯兰世界的多元人口之存在。同時也發現一些現在正不斷惡化的庫巴。该定居點本身由珊瑚制成的精緻石屋组成，並包含几个聚落丘。中世纪的人们會用复杂的蓄水池来維持淡水的持续供应。

## 註腳
1. ↑  van Donzel & Kon 2005，第65頁.
2. 1 2 3  van Donzel & Kon 2005，第67頁.
3. ↑  Margariti 2009，第158頁.
4. ↑  Tamrat 1977，第121頁.
5. ↑  Tamrat 1977，第152頁.
6. ↑  Tamrat 1977，第122頁.
7. 1 2  van Donzel & Kon 2005，第68頁.
8. 1 2  Bosworth 2007，第339頁.
9. ↑  Margariti 2009，第159頁.
10. ↑  Tamrat 1977，第121–122頁.
11. 1 2 3  Connel & Killion 2011，第160頁.
12. ↑  van Donzel & Kon 2005，第68–69頁.
13. 1 2 3  van Donzel & Kon 2005，第69頁.
14. ↑  Pankhurst 1997，第104–105頁.
15. 1 2  Insoll 1997，第383頁.
16. ↑  Margariti 2009，第157頁.
17. ↑  Insoll 1997，第384–385頁.
18. ↑  Insoll 1997，第385頁.